# Contes (Alpes-Maritimes)
Contes (okzitanisch Còntes, italienisch Conti) ist eine französische Gemeinde mit 7722 Einwohnern (Stand: 1. Januar 2022) im Département Alpes-Maritimes in der Region Provence-Alpes-Côte d’Azur; sie gehört zum Arrondissement Nizza. Sie ist Mitglied des Gemeindeverbandes Communauté de communes du Pays des Paillons. Die Einwohner werden Contois genannt.

## Geografie
Contes liegt am Fluss Paillon de Contes und wird umgeben von den Nachbargemeinden Coaraze im Norden, Berre-les-Alpes im Nordosten, Blausasc im Osten und Südosten, Cantaron im Süden, Châteauneuf-Villevieille im Westen und Bendejun im Nordwesten.

## Geschichte
Unter römischer Herrschaft nannte sich der Ort Cuntinus vicus.
Während der Zeiten der Französischen Revolution hieß der Ort Pointe-Libre.
| Bevölkerungsentwicklung | Bevölkerungsentwicklung | Bevölkerungsentwicklung | Bevölkerungsentwicklung | Bevölkerungsentwicklung | Bevölkerungsentwicklung | Bevölkerungsentwicklung | Bevölkerungsentwicklung | Bevölkerungsentwicklung | Bevölkerungsentwicklung | Bevölkerungsentwicklung | Bevölkerungsentwicklung | Bevölkerungsentwicklung | Bevölkerungsentwicklung | Bevölkerungsentwicklung | Bevölkerungsentwicklung |
| ----------------------- | ----------------------- | ----------------------- | ----------------------- | ----------------------- | ----------------------- | ----------------------- | ----------------------- | ----------------------- | ----------------------- | ----------------------- | ----------------------- | ----------------------- | ----------------------- | ----------------------- | ----------------------- |
| Jahr                    | 1806                    | 1858                    | 1906                    | 1926                    | 1946                    | 1954                    | 1962                    | 1968                    | 1975                    | 1982                    | 1990                    | 1999                    | 2006                    | 2011                    | 2012                    |
| Einwohner               | 1426                    | 1930                    | 1716                    | 2524                    | 2717                    | 2366                    | 2876                    | 3458                    | 4123                    | 4941                    | 5867                    | 6551                    | 6828                    | 7095                    | 7187                    |

## Sehenswürdigkeiten
Siehe auch: Liste der Monuments historiques in Contes (Alpes-Maritimes)
- Kirche Sainte-Marie-Madeleine, seit 1943 Monument historique, mit dem Brunnen (Monument historique seit 1906)
- Kapelle Saint-Joseph de Pénitents aus dem 16. Jahrhundert
- Kapelle Saint-Roch aus dem 16. Jahrhundert
- Kapelle Saint-Martin
- Kapelle Sainte-Hélène
- Mühle
- Weinmuseum

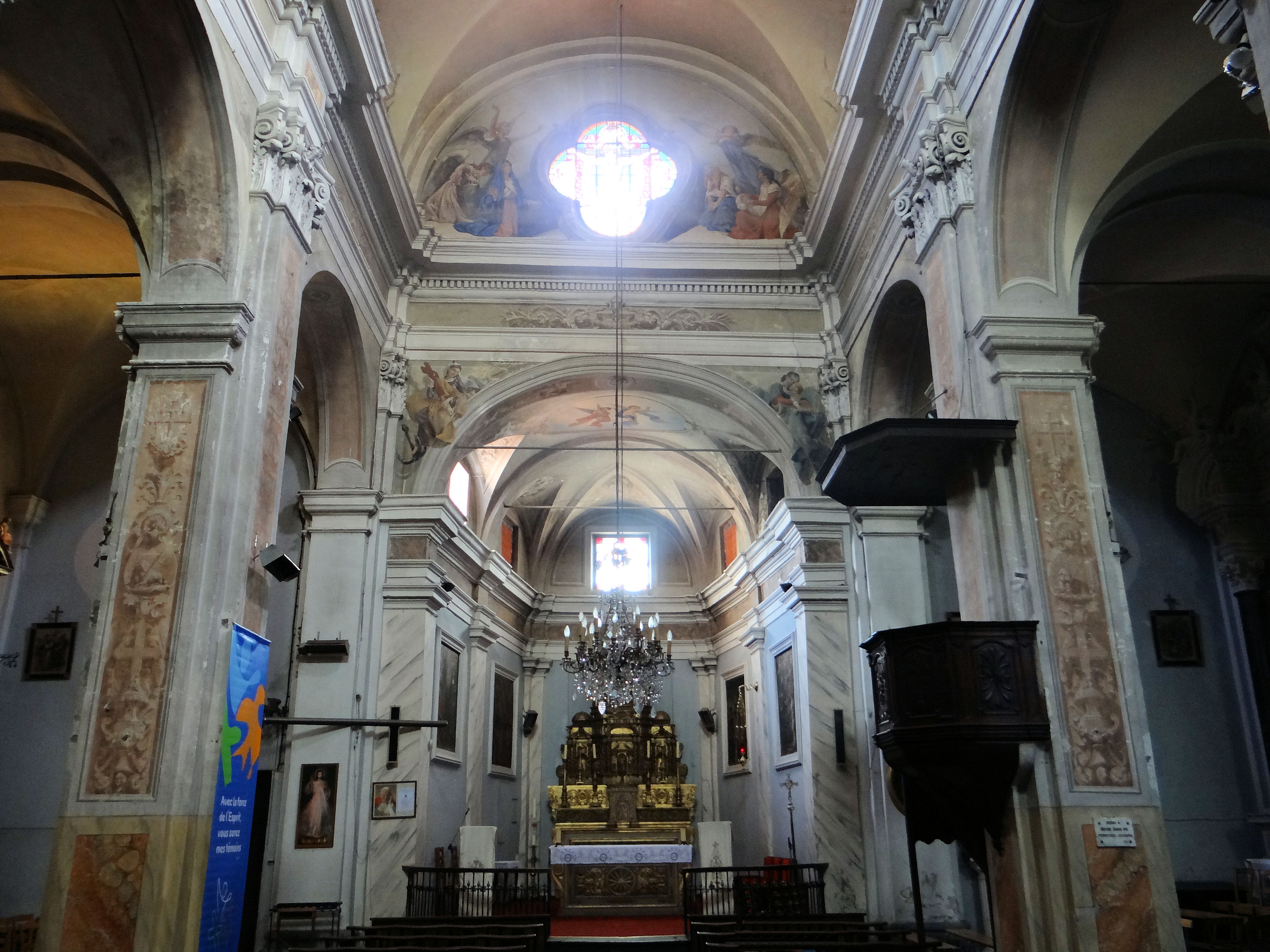
Innenansicht der Kirche Sainte-Marie-Madeleine
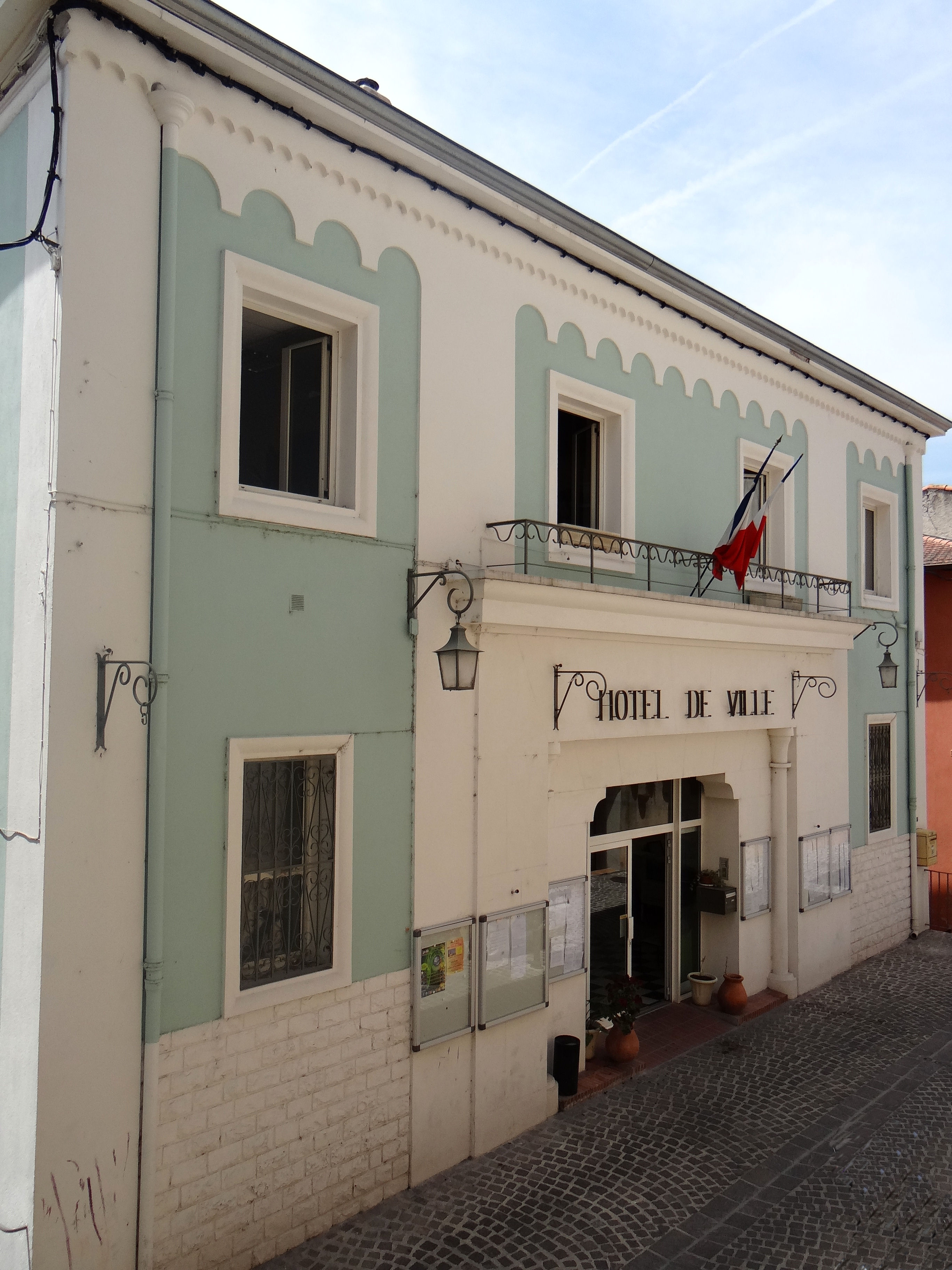
Rathaus

## Wirtschaft
Wesentlicher Erwerbsträger in der Gemeinde ist die Zementindustrie.